# Briz
Pour les articles homonymes, voir Briz (homonymie).

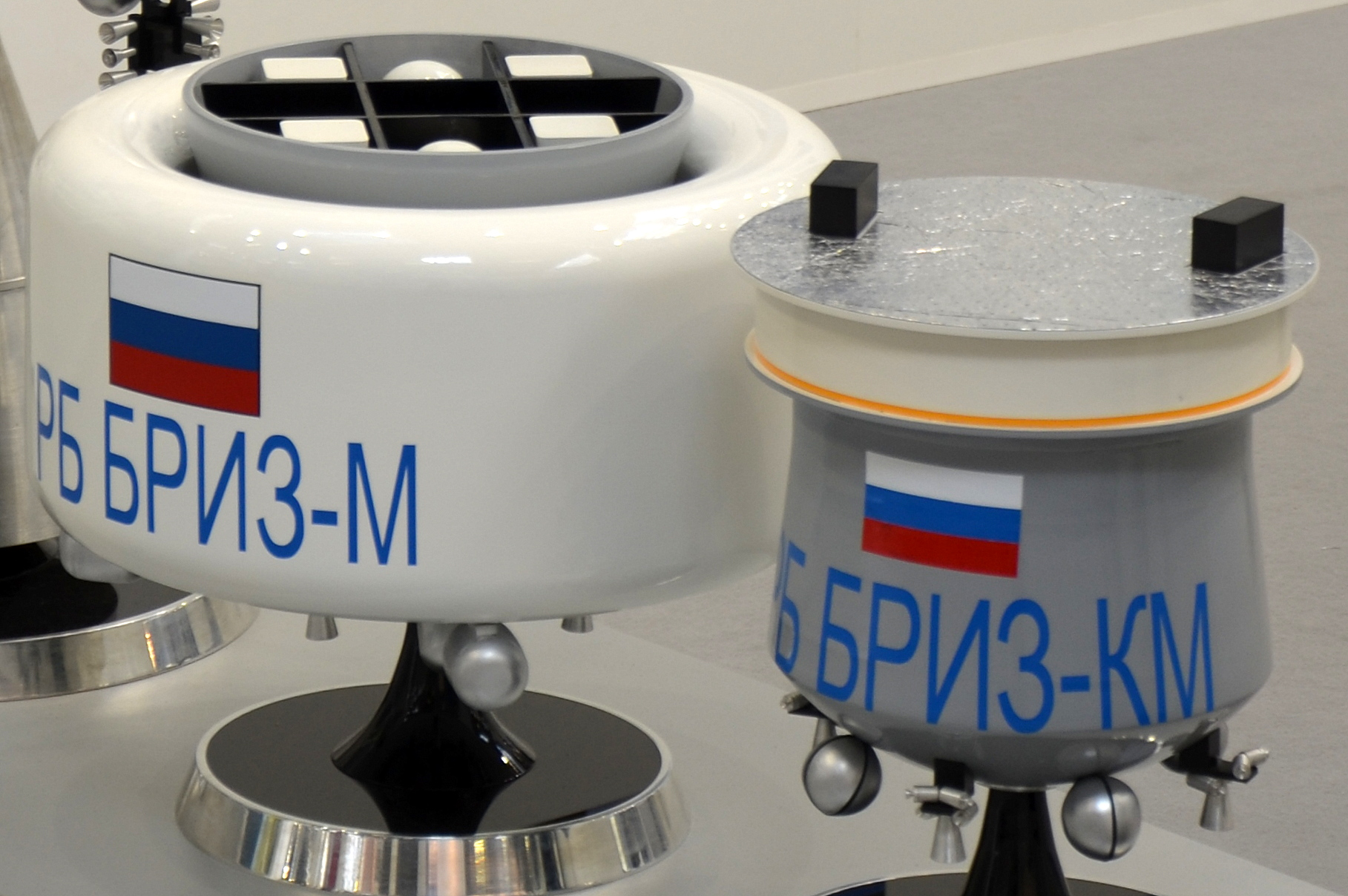
Maquettes des étages supérieurs Briz M (à gauche) et KM exposées au Salon du Bourget 2013.

Briz (russe : Бриз signifiant brise) est un étage supérieur de fusée développé en tant que dernier étage du lanceur russe Rokot et adapté par la suite pour le lanceur Proton et pour le lanceur  Angara. Il emporte selon les versions 5 tonnes (version Briz KM utilisé sur Rokot) et 20 tonnes (Briz M) d'ergols hypergoliques qui permettent un stockage prolongé et plusieurs mises à feu successives. Il est propulsé par un moteur moteur-fusée S5.98M de 2 tonnes de poussée caractérisé par une impulsion spécifique de 328 secondes. Cet étage de fusée est utilisé pour effectuer les différents changements d'orbite requis pour placer les satellites et sondes spatiales sur des orbites haute, géostationnaire et interplanétaire. L'étage est fabriqué par Khrounitchev constructeur de la fusée Proton. Début 2016 plus de 120 exemplaires avaient été lancés.

## Historique
L'étage de fusée Briz dérive semble-t-il d'un programme spatial soviétique d'arme anti-satellites développé dans les années 1980. À la fin de la guerre froide le système de propulsion de ce système d'armes est converti en deux versions d'étage supérieur pour le lanceur Rokot lui-même dérivé d'un missile balistique : les étages Briz-K (Indice GRAU  14S19) et Briz-KM (Indice GRAU 14S45). Le premier vol de la version Briz-K  a lieu le 20 novembre 1990 et il est utilisé à 2 autres reprises. Le développement de la version KM est approuvé en 1995 initialement pour pouvoir placer en orbite les satellites Iridium commercialisés par la société américaine Motorola. Le premier vol de cette nouvelle version a lieu 26 mai 2000.  Briz-M est une adaptation du Briz-KM développée en parallèle pour remplacer l'étage Bloc D du lanceur Proton. Cette version comporte un réservoir toroïdal supplémentaire qui augmente la largeur de l'étage sans accroitre sa hauteur ainsi qu'un nouveau système de guidage. Le premier vol a lieu le 5 juin 1999. Cet étage est également retenu par le nouveau lanceur russe Angara qui doit à terme reprendre les fonctions du Proton. Le premier vol réalisé le 23 décembre 2014 (Angara 5). Enfin une version dérivée du Briz KM baptisée Briz KS pourrait être développée pour la version légère de la famille de fusée Angara. 
L'étage Briz est construit par le fabricant russe de la fusée Proton Khrounitchev dont les locaux sont situés à Moscou. Les principaux fournisseurs sont le motoriste KB Khimmash (implanté à Korolev) qui réalise la propulsion, MOKB Mars qui produit le système de contrôle inertiel, NII KP (plateforme gyroscopique), AO Radiophisika  et RNII KP (télémétrie) ainsi que AO Savma.

## Caractéristiques techniques
Les caractéristiques techniques de la version Briz-M sont les suivantes, :
- L'étage a une longueur de 2,61 m. En version KM l'étage a un diamètre de 2,5 mètres et une masse à vide de 1,14 tonne. Il comprend le moteur-fusée principal, les moteurs-fusées auxiliaires (propulseurs de contrôle d'attitude, fusée de tassement), l'électronique associée, et un réservoir comprenant les deux types de carburant. Dans la version M, un deuxième étage constitué par un réservoir en forme de tore contenant les deux types de carburant entoure cet ensemble et porte le diamètre à 4 mètres et une masse à vide de 2,37 tonnes sans changer sa longueur. Le réservoir central emporte environ 5 tonnes d'ergols tandis que le réservoir supplémentaire emporte environ 15 tonnes. Des dispositifs pyrotechniques permettent de rompre les attaches structurelles et les conduits et câbles qui relient les deux étages et de larguer le réservoir toroïdal lorsque celui-ci est vidé.
- La propulsion principale est assurée par un moteur-fusée S5.98M d'une poussée de 19,62 kNewton (2 tonnes) monté sur cardan. Le système d'alimentation repose sur  une turbopompe mise en mouvement par un générateur de gaz dont les produits de combustion sont perdus (cycle ouvert). Les ergols utilisés sont hypergoliques (entrent spontanément en combustion lorsqu'ils sont mis en contact  : il s'agit de  UDMH et peroxyde d'azote. Le moteur qui a une masse de 95 kg, peut être redémarré 8 fois.
- L'étage comprend également 4 propulseurs d'une poussée de 92 newtons chargés à chaque démarrage de l'étage de forcer le carburant dans les conduits d'alimentation (fusée de tassement) mais également d'affiner les modifications de trajectoire réalisées avec le propulseur principal. Le contrôle d'attitude est pris en charge par 4 grappes de 3 moteurs de 13,3 newtons de poussée. Tous les propulseurs auxiliaires utilisent les mêmes ergols que le moteur principal.

## Versions
L'étage Briz-M permet à la fusée Proton de lancer un satellite d'une masse maximale de 6 150 kg sur une orbite de transfert géostationnaire. 
|              | Briz-M         | Briz-KM | Briz-KS    |
| ------------ | -------------- | ------- | ---------- |
| Masse à vide | 2,39 t.        | 1,14 t. | 0,95 t.    |
| Masse ergols | ~20 t.         | ~5 t.   | ~5 t.      |
| Longueur     | 2,65 m.        | 2,6 m.  | 2,57 m.    |
| Diamètre     | 4 m.           | 2,5 m.  | 2,5 m.     |
| Lanceur      | Proton, Angara | Rokot   | Angara 1.2 |

## Carrière opérationnelle
En avril 2016 122 étages Briz avaient été lancés   :
- 3 exemplaires en version K (version expérimentale)
- 25 exemplaire en version KM équipant des lanceurs Rokot dont 2 échecs
- 91 exemplaires en version M équipant des lanceurs Proton dont 8 échecs et 2 échecs partiels
- 1 exemplaire en version M équipant un lanceur Angara 5 (premier vol 23 décembre 2014)

Le 8 octobre 2005 une défaillance du système de guidage de cet étage entraine la destruction du satellite Cryosat de l'Agence spatiale européenne.